# 何叶聪
孙发京（1994年2月15日—）是一名中國男網球運動員，在2016年6月27日取得個人單打排名新高的492名，而最高雙打排名則是498名，在2017年8月21日取得。
2016年成都网球公开赛，他獲得外卡首次巡打ATP巡迴賽雙打賽事，拍擋為孙发京，但在首輪輸給雷文·克拉森和拉傑夫·拉姆而出局。

## 外部連結
- 何叶聪（英文/西班牙文）的官方資料